# Península Inferior

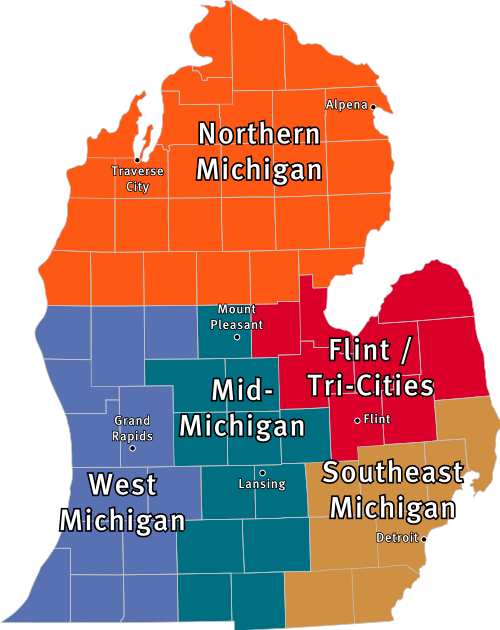
Península Inferior do Michigan

A Península Inferior (em inglês:  Lower Peninsula) ou Michigan Inferior, é uma das duas grandes penínsulas que compõem o Estado do Michigan nos Estados Unidos da América (a outra é a Península Superior). A península tem uma forma reconhecível de luva (ou mitaine). Muitos mitos de criação do folclore da região baseiam-se nesta semelhança, como o da península ser uma cópia da mão de Paul Bunyan, um gigante lenhador e personagem do folclore do Michigan. 
A grande maioria dos habitantes do Michigan (97%, cerca de 9 500 000 pessoas) reside nesta península, onde ficam as maiores cidades do Estado, como Detroit, Grand Rapids, Flint, Lansing, Battle Creek e Ann Arbor. A maior parte da população concentra-se na metade meridional. Há densas florestas na menos povoada metade norte.